# Лихопілля
Лихопі́лля —  село в Україні,  Миргородському районі Полтавської області. Населення становить 105 осіб. Входить до складу Петрівсько-Роменської сільської громади.
Після ліквідації Гадяцького району у липні 2020 року увійшло до Миргородського району.

## Географія
Село Лихопілля розташоване за 3 км від лівого берега річки Хорол, за 0.5 розташоване село Березова Лука.
По селу тече струмок, що пересихає із заґатою.

## Історія
- 1620 — засноване як село Сміляни.
- 1922 — перейменована на Лихопілля.
- Село постраждало внаслідок геноциду українського народу, проведеного окупаційним урядом СССР 1923-1933 та 1946-1947 роках.
- До 2017 року орган місцевого самоврядування — Березоволуцька сільська рада.

## Населення

### Мова
Розподіл населення за рідною мовою за даними перепису 2001 року:
| Мова       | Кількість | Відсоток |
| ---------- | --------- | -------- |
| українська | 101       | 96.19%   |
| російська  | 4         | 3.81%    |
| Усього     | 105       | 100%     |